# Malý Horeš
Pour les articles homonymes, voir Malý.
Malý Horeš est un village de Slovaquie situé dans la région de Košice.

## Histoire
La première mention écrite du village date de 1214. La localité fut annexée par la Hongrie après le premier arbitrage de Vienne le 2 novembre 1938. En 1938, on comptait 1 399 habitants dont 61 d'origine juive. Elle faisait partie du district de Medzibodrožie (hongrois : Bodrogközi járás). Le nom de la localité avant la Seconde Guerre mondiale était Malý Gýreš/Kis-Géres. Durant la période 1938 - 1944, le nom hongrois Kisgéres était d'usage. À la libération, la commune a été réintégrée dans la Tchécoslovaquie reconstituée.

## Démographie

### Évolution de la population
| Année:               | 1994. | 2004.   | 2014.   | 2024.   |
| -------------------- | ----- | ------- | ------- | ------- |
| Nombre de personnes: | 1178  | 1112    | 1113    | 1068    |
| Différence:          |       | -5,60 % | +0,08 % | -4,04 % |

| Année:               | 2023. | 2024.   |
| -------------------- | ----- | ------- |
| Nombre de personnes: | 1073  | 1068    |
| Différence:          |       | -0,46 % |